# Nedostojnost za nasleđivanje
Nedostojnost za nasleđivanje je ustanova naslednog prava čijim nastupanjem određeno lice po sili zakona (ex lege) gubi pravo na nasleđivanje. Za razliku od nesposobnosti za nasleđivanje ovde se gubitak mogućnosti za nasleđivanje vezuje za krivicu lica.
Nedostojnost deluje bez obzira na osnov pozivanja na nasleđe ( lice ne dobija ništa ni po zakonu ni po testamentu).
Različita nacionalna prava predviđaju različite razloge za nedostojnost. 
Zakon o nasleđivanju Srbije (ZON) predviđa sledeće taksativno pobrojane slučajeve nedostojnosti:
- Onaj ko umišljajno liši života ostavioca ili delo izvrši u pokušaju (nedostojni su takođe i pomogači i podstrekači). Ubistvo iz nehata nije razlog nedostojnosti.
- Onaj ko prinudom, pretnjom ili prevarom navede dekujusa da sačini ili opozove zaveštanje ili neku odredbu ili ga u tome spreči
- Onaj ko u nameri sprečavanja ostaviočeve poslednje volje uništi ili sakrije njegovo zaveštanje, ili ga falsifikuje.
- Onaj ko se teže ogreši o neku zakonsku obavezu prema ostaviocu ili mu uskrati nužnu pomoć (na primer nedavanje izdržavanja)
- Vojni obveznik koji je napustio zemlju da bi izbegao dužnost njene odbrane, a do momenta smrti osavioca se ne vrati u zemlju.

Ostavilac može u formi testamenta oprostiti nedostojnost, izuzev vojnom obvezniku.
Na nedostojnost sud pazi ex officio (po službenoj dužnosti), a nedostojno lice se smatra kao da i nije doživelo delaciju, pa se na nasleđe pozivaju potomci ostavioca primenjujući pravo predstavljanja (ius representationis) u slučaju testamentalnog nasleđivanja, dok se kod zakonskog nasleđivanja poziva supstitut (zakonski naslednik).